# Arctobius agelenoides
Arctobius agelenoides es la única especie del género Arctobius, familia Amaurobiidae. El género fue descrito por Pekka T. Lehtinen en 1967.
Es de distribución holártica.